# Águilas de Tamaulipas
El Club de Fútbol Tamaulipas, también conocido como las Águilas de Tamaulipas o el Real Victoria, fue un equipo de fútbol mexicano que jugó en la Segunda División de México, y fue filial del América. Tuvo como sede la Ciudad Madero, Tamaulipas.

## Historia
El equipo fue fundado en el 2000 cuando el maestro Oscar Gutierrez decidió comprar la franquicia filial del América en la Segunda División de México y llevarla a jugar al Estadio Tamaulipas. El equipo fue registrado como Tamaulipas en la Federación Mexicana de Fútbol, pero fue reconocido con el mote de Águilas.
Lograrían quedar campeones del torneo Invierno 2000 de la Segunda División de México, con lo que conseguirían el acceso a la final de ascenso a la Primera División 'A' de México. Para la campaña Verano 2001, el equipo cambió de nombre a Jaiba Brava de Tamaulipas y logró llegar hasta la semifinal del torneo donde caería ante el Atlético Cihuatlán. 
En ese torneo el equipo fue parte de la Zona Norte de la Segunda División de México con equipos como Atlético San Luis, Inter de Nuevo Laredo, CD Río Verde, Astros de Cd. Juárez, FC Atlético Lagunero, Cachorros de UANL, UAT "B", Rayados de Monterrey "B", Santos Laguna SC "B", Real Potosino, CF Aguascalientes "B" y Huracanes de Matamoros.
La final de ese año sería ganada por el equipo de Potros Zitácuaro, con lo que también conseguiría el acceso a la final de ascenso. En ésta final el Tamaulipas logró superar a Zitácuaro por marcador global de 3-0 y con ello el pase a Primera División 'A' de México.
El equipo nunca volvió a ser Águilas de Tamaulipas, y actualmente es el Tampico-Madero.

## Palmarés

### Torneos nacionales
- Segunda División de México (1): Invierno 2000

- Datos: Q6172616